# 蒂鲁马库达尔-纳尔西普尔
蒂鲁马库达尔-纳尔西普尔（Tirumakudal-Narsipur），是印度卡纳塔克邦Mysore县的一个城镇。总人口9930（2001年）。

## 人口
该地2001年总人口9930人，其中男性4993人，女性4937人；0—6岁人口1118人，其中男540人，女578人；识字率66.10%，其中男性为72.72%，女性为59.41%。